# Nemčiňany
Nemčiňany és un poble i municipi d'Eslovàquia que es troba a la regió de Nitra, al sud-oest del país. El 2021 tenia 654 habitants.

## Història
La primera menció escrita de la vila es remunta al 1232.

## Demografia
| Godina             | 1994 | 2004   | 2014   | 2024   |
| ------------------ | ---- | ------ | ------ | ------ |
| Nombre de persones | 809  | 760    | 692    | 662    |
| Diferència         |      | −6,05% | −8,94% | −4,33% |

| Godina             | 2023 | 2024   |
| ------------------ | ---- | ------ |
| Nombre de persones | 657  | 662    |
| Diferència         |      | +0,76% |